# Vezzolacca
Vezzolacca is een plaats (frazione) in de Italiaanse gemeente Vernasca.